# Municipio de Lanesville
El municipio de Lanesville (en inglés: Lanesville Township) es un municipio ubicado en el condado de Sangamon en el estado estadounidense de Illinois. En el año 2010 tenía una población de 208 habitantes y una densidad poblacional de 2,22 personas por km².

## Geografía
Según la Oficina del Censo de los Estados Unidos, el municipio tiene una superficie total de 93.78 km², de la cual 93,78 km² corresponden a tierra firme y (0 %) 0 km² es agua.

## Demografía
Según el censo de 2010, había 208 personas residiendo en el municipio de Lanesville. La densidad de población era de 2,22 hab./km². De los 208 habitantes, el municipio de Lanesville estaba compuesto por el 99,04 % blancos, el 0,48 % eran asiáticos y el 0,48 % eran de una mezcla de razas. Del total de la población el 0,48 % eran hispanos o latinos de cualquier raza.